# 億航智能
億航智能（おくこうちのう、中国語：亿航智能、正式社名：広州億航智能技術有限公司（广州亿航智能技术有限公司）、略称：亿航、英文社名：EHang）は、中華人民共和国の自動運航有人ドローン、eVTOL製造企業。自律型航空機ドローンによる航空輸送（貨物、旅客とも）や、スマートシティー管理ソリューションなどを提供している。2019年12月のアメリカ合衆国NASDAQに上場した。本社は中華人民共和国広州市。日本語では英文社名・ブランドのイーハンとも呼ばれる。

## 概要
億航智能は中国・広州の他、北京市、上海市、アメリカ合衆国カリフォルニア州、ドイツ・デュッセルドルフ等に拠点を置いている。
「Ghostdrone 2.0」は自動化簡易運転、アバター体感飛行、VRゴーグルと組み合わせた没入感のある空撮体験と謳っているサービスを提供している。「億航184」は安全性と環境に配慮したインテリジェント技術により、低高度で短中距離をドローンにて人を輸送出来ることを謳っている。

## 日本での展開
2023年2月17日に、国土交通省の認可の下、大分県大分市田ノ浦海岸でEH216が操縦士なしで2人の乗客をのせて日本国内で初の有人飛行実験に成功した。

## 億航184 （EH184）
億航184
Ehang 184
- 用途：パーソナルエアビークル、有人ドローン
- 製造者：億航智能
- 初飛行：2015年[5]
- 退役：2020年1月
- 運用状況：退役

- 自動操縦有人ドローン「億航184」[6]：2012年末に初期検証モデルの設計を開始した。2016年1月6日、2016年CESにて出展・展示を実施。2015～2017年に中国、2016～2017年にアメリカのネバダ州、2017年にアラブ首長国連邦のドバイで、有人・無人の飛行試験を実施している。2020年1月、EH184が退役し、EH116に置き換わったと報じられた[5]。

### 仕様
データ:EH184

#### 一般的な特徴
- パイロット：なし (自律型、セルフパイロット)
- 乗客定員：1名
- 全長:3.86メートル (12.7 ft)
- 翼幅:5.5メートル (18 ft)
- 全高:1.44メートル (4.7 ft)
- プロペラ:8 2ブレード固定ピッチ

#### パフォーマンス
- 巡航速度:130キロメートル毎時 (81 mph)
- 航続距離: 16キロメートル (9.9 mi)
- 実用上昇限度:500メートル (1,600 ft)

## 億航216 （EH216）
億航216
Ehang 216
- 用途：エアタクシー、パーソナルエアビークル、有人ドローン
- 製造者：億航智能
- 初飛行：2017年[7]

- 自動操縦有人ドローン「億航216」：EH216は、EH184をベースに開発され同軸ダブルバレット設計の16枚のプロペラを持つ2人乗り機。2017年に中国で有人・無人の飛行試験が行われ、2018年にカタールとオランダで飛行試験を実施した[7]。2018年7月までに1,000回以上の有人飛行を行い、最大飛行距離は8.8キロメートル (5.5 mi)であった[8]。飛行範囲30–40 km (16–22 nmi)で25分間飛行することができる[9]。

### 仕様
データ:EH216

#### 一般的な特徴
- パイロット：なし (自律型、セルフパイロット)
- 乗客定員：2名
- 全長:5.61メートル (18.4 ft)
- 翼幅:5.5メートル (18 ft)
- 全高:1.76メートル (5.8 ft)
- プロペラ:16 2ブレード固定ピッチ

#### パフォーマンス
- 最高速度:130キロメートル毎時 (81 mph)
- 巡航速度:160キロメートル毎時 (99 mph)
- 航続距離: 35キロメートル (22 mi)
- 実用上昇限度:3,000メートル (9,800 ft)

## その他の製品

### GHOSTDRONE 2.0
- スマート・ドローン「GHOSTDRONE 2.0」[10]：2015年11月4日に発売。

## 疑惑
2021年2月16日、アメリカ合衆国の投資会社ウルフパック・リサーチは「億航は成長株ではあるが、同社が唯一発表している販売代理店の上海鵾翔は実際には販売力がないこと、億航が採用していた技術では電池の航続能力が不足していたことなど」を指摘、また同社は億航広州本社及び雲浮市工場を調査した際には共に安全基準を満たした施設では無く、また実際に稼働している生産ラインやいかなる生産設備もなかったとし、そのため億航の製品、製造・販売による収益、協業に着いての事実関係に疑義があると指摘した。その日の株価は62.7％下落し、終値をUS$46.30となった。億航はその日の取引終了後「ウルフパックのレポートには多数の誤り、根拠のない意見、情報の誤認が含まれている」と、疑惑を全面否定する声明を出した。